# Phyllonorycter argyrolobiella
Phyllonorycter argyrolobiella är en fjärilsart som beskrevs av Nel 2009. Phyllonorycter argyrolobiella ingår i släktet guldmalar, och familjen styltmalar.
Artens utbredningsområde är Frankrike. Inga underarter finns listade i Catalogue of Life.